# Celloconcert (Patterson)
Paul Patterson voltooide zijn enige Celloconcert (opus 90) in 2002.
Patterson schreef zijn celloconcert voor opdrachtgever Primavera kamerorkest onder leiding van Paul Manley met beoogd solist cellist Raphael Wallfisch. Zij waren ook degenen die de première van dit werk verzorgden op 15 september 2002. Patterson koos ook in de 21e eeuw voor de driedelige opzet van een concerto. Toch verschilt zijn concert met de klassieke concerten, die meestal beginnen met een snelle opening, langzaam middendeel en snel eind. Patterson schreef een eerste deel in het trage tempo Adagio met lyrische passages, in dit deel is een eerste korte cadens verwerkt. Het middendeel vulde hij met de belangrijkste cadens. Het slotdeel is een snel deel in Presto en ook in dit deel is een korte cadens ingevoegd. Deel 3 is daarbij een en al virtuositeit met slechts hier en daar een rustpunt voor solist en begeleiding.
Orkestratie:
- solo cello
- violen, altviolen, celli, contrabassen